# Graja de Campalbo (kommun)
Graja de Campalbo är en kommun i Spanien.   Den ligger i provinsen Provincia de Cuenca och regionen Kastilien-La Mancha, i den centrala delen av landet, 220 km öster om huvudstaden Madrid. Antalet invånare är 107.